# ناحیه کوجیانگ، شائوگوان
کوژیانگ (به لاتین: Qujiang District, Shaoguan) یک سکونتگاه مسکونی در جمهوری خلق چین است که در شاوگوان واقع شده‌است.